# Annamaria Simonazzi
Annamaria Simonazzi (Rubiera, 25 settembre 1949) è un'economista italiana, già Professoressa Ordinaria di Economia Politica presso la Facoltà di Economia della “Sapienza” Università di Roma (in quiescenza dal novembre 2019).
Consigliere esperta del Consiglio nazionale dell'economia e del lavoro nella X Consiliatura (2017-2022), di cui è anche Segretario.
Presidente del Comitato Scientifico della Fondazione Giacomo Brodolini, Direttrice responsabile della rivista Economia & Lavoro, Associate editor di "Structural Change and Economic Dynamics" e componente del comitato di redazione della rivista on-line "Ingenere.it". È autrice di numerose pubblicazioni su riviste e presso editori nazionali e internazionali.

## Biografia
Laureata in Economia nel 1973 all’Università di Modena e Reggio Emilia, con una tesi dal titolo “Abitazioni e domanda aggregata”, risultata vincitrice di un premio del Ministero del bilancio e della programmazione economica per tesi nel campo della Politica economica. Ha perfezionato gli studi dapprima presso l’SGPiS (Scuola Avanzata di Pianificazione e Statistica) di Varsavia, in Polonia, e all’Istituto Economico dell'Università "Marie Curie Sklodowska" di Lublino (1974), grazie a una borsa di studio del Ministero degli Esteri, conseguendo il Diploma in "Economie et Planification". In seguito, all’Università di Cambridge nel biennio 1976-1978, con una borsa di studio del CNR, dove ha fatto ricerca sotto la supervisione di Alan Winters e Ajit Singh. L’interazione con i membri della Faculty e del DAE ("Department of Applied Economics") è continuata negli anni, in particolare negli incontri annuali dell’ "International Working Party on Labour Market Segmentation", che raccoglie studiosi da diversi paesi, non solo europei.

### Attività accademica
Inizia la carriera accademica nel 1975 all’Università di Modena e Reggio Emilia (allora Università di Modena) come Ricercatrice. Sono gli anni in cui il fermento culturale in ambito economico trovava nella c.d. “Scuola di Modena”, un luogo di discussione e di elaborazione culturale capace di attrarre giovani studiosi e studenti. Professore Incaricato di Economia politica presso lo stesso Ateneo dal 1978 e Professore Associato dal 1985.  Fra il 1985 e il 1988 ricopre anche l’incarico di Professoressa Aggiunta di Scienze delle finanze e Diritto finanziario presso l’Accademia militare di Modena.
Nel 1989 viene chiamata alla Sapienza Università di Roma, dove diventa Professore ordinario nel 2000. Insegna diversi corsi, fra cui Economia politica, Economia italiana ed Europea, Storia dell’analisi economica. È stata docente e membro del Comitato Scientifico del Master in “Local development” dello stesso ateneo dal 2003 al 2006, Presidente del Corso di Laurea Magistrale in Economia fra il 2011 e il 2015 e Coordinatrice nazionale del corso di dottorato europeo SESS (European PhD in "Socio-Economic and Statistical Studies") fra il 2012-2015.
Nel 1990 partecipa a un programma di cooperazione internazionale, in qualità di docente di Economia internazionale e di Macroeconomia presso l'Università "Eduardo Mondlane" di Maputo, Mozambico. e nel 2002-2003 è stata docente e membro del Comitato Scientifico del Master in “State Management and Humanitarian Affairs”, che vede la collaborazione del governo italiano con le università di Roma (Sapienza), Sarajevo e Belgrado. Visiting Scholar all’Università di Notre Dame nel 1993 e al Department of Economics della New School for Social Research di New York nel 1999-2000; nel gennaio-febbraio 2019 e 2020 è Visiting presso l’UNAM (Universidad Nacional Autónoma de México), dove partecipa a un progetto di ricerca finanziato dall’Università sul settore dell’automotive.

### Attività editoriale
Direttrice responsabile di “Economia & Lavoro”, rivista quadrimestrale di politica economica, sociologia e relazioni industriali, Associate Editor di "Structural Change and Economic Dynamics",  membro del comitato editoriale della rivista "Labour" e della newsletter "www.ingenere.it".
Referee per numerose riviste italiane ed internazionali - tra cui il "The Cambridge Journal of Economics", l'"International Contributions to Labour Studies", "Metroeconomica", "Feminist Economics" et al. - case editrici e istituzioni internazionali.

### Altre attività
Segretario Generale (2003-2007) e (dal 2007) Presidente del Comitato Scientifico della Fondazione G. Brodolini, di cui ha coordinato o diretto numerose ricerche nazionali e europee. Fra il 2012-e il 2018 ha collaborato con l’Organizzazione internazionale del lavoro per progetti di ricerca in temi di relazioni industriali e welfare.
Fa parte di diverse associazioni accademiche nazionali e internazionali, fra cui l’ “International Working Party on Labour Market Segmentation”, un gruppo di lavoro internazionale di accademici esperti su temi di economia e politiche del lavoro che si incontra a livello su base annuale.
Ha fatto parte di varie commissioni di concorso nella carriera accademica e per il reclutamento all’Ufficio Studi della Banca d’Italia, Segretario di legazione per la carriera diplomatica del Ministero degli affari esteri e della cooperazione internazionale, e per ricercatore all’'Istituto Nazionale per l'Analisi delle Politiche Pubbliche (INAPP).
Ha fatto, inoltre, parte del Gruppo di Lavoro presso il Ministero del Lavoro per lo studio di misure per sostenere l’occupazione femminile (2021) e membro del Comitato scientifico per il futuro dell’Europa, istituito presso la Presidenza del Consiglio dei ministri, Dipartimento per le politiche europee (2021).

## Principali pubblicazioni
- A. Simonazzi, "Governi, banchieri e mercanti. La concorrenza fra i paesi industrializzati nei mercati dei paesi in via di sviluppo", Franco Angeli, 1984, ISBN 978-8-820-44139-5.
- M. Matteuzzi e A. Simonazzi (a cura di), "Il debito pubblico", Il Mulino, 1988, ISBN 978-8-815-01964-6.
- A. Ginzurg e A. Simonazzi, "Patterns of production and distribution in Europe: the case of the textile and clothing sector", in R. Schiattarella (a cura di), "New Challenges for European and International Business", Facoltà di Economia, Roma, 1995.
- A. Simonazzi e F. Vianello, "Credibility or ‘exit speed’? Reflections prompted by the 1992 EMS crisis", in «Rivista Italiana di Economia», vol.1, n.1, 1996, pp. 5-24.
- A. Simonazzi e F. Vianello, "Italy towards European Monetary Union (and domestic socio-economic disunion)", in B.H. Moss and J. Michie (edited by), "The Single European Currency in National Perspective. A community in Crisis?", Macmillan, Londra, 1998.
- A. Ginzburg e A. Simonazzi, "Disinflation in industrialized countries, foreign debt cycles and the costs of stability", Aracne, 2004, ISBN 978-8-879-99741-6.
- A. Simonazzi, "Technical and organisational change: the impact on employment and social equity", in «Economia e Lavoro», 38, no.1, 2004.
- A. Ginzburg e A. Simonazzi, "Disinflation in industrialized countries, foreign debt cycles and the costs of stability", Aracne, 2004, ISBN 978-8-879-99741-6.
- A. Ginzurg e A. Simonazzi "Patterns of industrialisation and the Flying-geese model: the case of electronics in East Asia", in «Journal of Asian Economics», vol. 15, pp. 1051-1078, 2005.
- A. Simonazzi, "Questioni di genere, questioni di politica. Trasformazioni economiche e sociali in una prospettiva di genere", Carocci, Roma, 2006, ISBN 978-88-43-03671-4.
- F. Bettio, A. Simonazzi e P. Villa "Change in care regimes and female migration. The ‘care drain’ in the Mediterranean", in «Journal of European Social Policy», vol. 16: 271-285, 2006.
- A. Simonazzi e F. Vianello, "Price and Prejudice. The statics and dynamics of money-wage flexibility", in M.C. Marcuzzo, A. Giacomin (eds.): "Money and markets", London, Routledge 2007: 115-132, ISBN 978-0-415-38403-2.
- A. Simonazzi, "Care regimes and national employment models", in «The Cambridge Journal of Economics», vol. 33, no. 2, March 2009: 211-232.
- G. Bonifati e A. Simonazzi, "Il ritorno dell’Economia Politica. Saggi in ricordo di Fernando Vianello", Donzelli, Roma, 2010, ISBN 978-8-860-36517-0.
- A. Simonazzi, "Italy: Chronicle of a crisis foretold" in S. Lehndorff (ed.), A Triumph of failed ideas – European models of capitalism in the crisis", ETUI, Brussels, 2012, 183-197, ISBN 978-2-874-52246-8.
- G. Celi, A. Ginzburg, D. Guarascio e A. Simonazzi, "Crisis in the European Monetary Union: A Core-Periphery Perspective", Routledge, London, 2018, ISBN 978-1-138-68583-3.
- G. Celi, A. Ginzburg, D. Guarascio e A. Simonazzi, "La crisis de la eurozona: La brecha entre el norte y el sur de Europa", RBA Libros, 2018, ISBN 978-8-490-56909-2.
- G. Celi, A. Ginzburg e A. Simonazzi, "Una Unione divisiva: Una prospettiva centro-periferia della crisi europea (Saggi)", Società editrice il Mulino, 2020, ISBN 978-8-815-35516-4.